# Trist (česká hudební skupina)
Trist byla česká jednočlenná blackmetalová hudební skupina založená v roce 2003 v Olomouci multiinstrumentalistou Janem Šinclem. Slovo Trist znamená v norštině a rumunštině smutný.
Tvorba se řadí do podžánrů depressive suicidal black metal (DSBM, depresivní sebevražedný black metal) a funeral doom metal (pohřební doom metal).
V roce 2004 vyšla první demonahrávka Do tmy žalu i nicoty, první dlouhohrající album s názvem Stíny bylo vydáno v roce 2006. Projekt byl ukončen v 2014.

## Diskografie

### Dema
- Do tmy žalu i nicoty (2004)
- Prach nesvěta (2005)
- Pustota (2005)
- Říjen pod mlhou (2005)
- Trnový labyrint (2006)
- Ve snech nekrvácím (2009)

### Dlouhohrající alba
- Stíny (2006)
- Sebevražední andělé (2007)
- Slunce v snovém kraji, rozplývání, echa... (2007)
- Zrcadlení melancholie (2007)

### EP
- Za hranicí skutečnosti (2009)
- Nostalgie (2012)
- Večerní samoty (2013)

### Kompilace
- Zjitřená bolest (2008)

+ několik split nahrávek